# Anne Heche
Anne Celeste Heche (ur. 25 maja 1969 w Aurorze, zm. 11 sierpnia 2022 w Los Angeles) – amerykańska aktorka, odtwórczyni ponad 90 ról ekranowych w filmach fabularnych i serialach telewizyjnych.
Grała między innymi w filmach: Donnie Brasco (1997), Wulkan (1997), Koszmar minionego lata (1997), Fakty i akty (1997), Psychol (1998), Sześć dni, siedem nocy (1998), John Q (2002), Narodziny (2004), Wybór Gracie (2004) i Brudny glina (2011).
W jej dorobku można wyróżnić też seriale: Inny świat (1987–1991), Ally McBeal (2001), Uwaga, faceci! (2006–2008), Wyposażony (2009–2011), Save Me (2013), Aftermath (2016) i The Brave (2017).

## Życiorys

### Wczesne lata
Urodziła się w Aurorze w Ohio. Uczęszczała do Ocean City High School w Ocean City w New Jersey. Karierę aktorską rozpoczęła w wieku 12 lat w przedstawieniu The Music Man w teatrze obiadowym w Trenton. Występowała w lokalnym teatrze. W 1985, kiedy Heche miała 16 lat, agent zauważył ją w szkolnym przedstawieniu i zapewnił jej przesłuchanie do opery mydlanej As the World Turns. Heche poleciała do Nowego Jorku na przesłuchanie i zaproponowano jej pracę, ale jej matka nalegała, żeby najpierw skończyła szkołę średnią. W 1987 ukończyła Francis W. Parker School w Chicago w Illinois, do której uczęszczała też Daryl Hannah.

### Kariera
W 1987 przeprowadziła się do Nowego Jorku, gdzie następnie przez cztery lata wcielała się w role bliźniaczek jako Vicky Hudson i Marley Love w operze mydlanej NBC Inny świat (1987–1991), za którą w 1991 zdobyła Nagrodę Emmy i dwie nagrody Soap Opera Digest (1989, 1992). W następnych latach można ją było zobaczyć w jednym z odcinków sitcomu NBC Murphy Brown (1991) z Candice Bergen, dramacie telewizyjnym CBS O Pionierzy! (O Pioneers!, 1992) na podstawie powieści Willi Cather z Jessicą Lange i dramacie Zasadzka duchów (An Ambush of Ghosts, 1993) ze Stephenem Dorffem. W disneyowskiej adaptacji powieści Marka Twaina Przygody Hucka Finna (1993) w reż. Stephena Sommersa z Elijah Woodem wystąpiła jako Mary Jane Wilks. Po udziale w komediodramacie Jamesa L. Brooksa Potyczki z Jeannie (1994) z Nickiem Nolte, komediodramacie Gilliesa Mackinnona Uśmiech losu (A Simple Twist of Fate, 1994) wg powieści George’a Eliota ze Steve’em Martinem i komedii romantycznej Richarda Benjamina Kieszonkowe (Milk Money, 1994) z Melanie Griffith, zagrała główną rolę Alex Lee, która za dnia jest bankierem, a w nocy dorabia jako Johanna, ekskluzywna dziewczyna na telefon w dreszczowcu erotycznym Smak ryzyka (Wild Side, 1995).
W dreszczowcu Briana Gibsona Pod presją (The Juror, 1996) z Alekiem Baldwinem wystąpiła w roli lekarki Juliet, przyjaciółki głównej bohaterki granej przez Demi Moore. W dramacie HBO Gdyby ściany mogły mówić (If These Walls Could Talk, 1996) w reż. Cher zagrała jedną z głównych bohaterek. W tragikomedii z wątkiem melodramatycznym w tle Rozmawiając, obmawiając... (Walking and Talking, 1996) wcieliła się w postać Laury, przyjaciółki Amelii (Catherine Keener). W dramacie kryminalnym Mike’a Newella Donnie Brasco (1997) z udziałem Ala Pacino zagrała żonę tytułowego tajnego agenta FBI (Johnny Depp). W dramacie katastroficznym Micka Jacksona Wulkan (Volcano, 1997) u boku Tommy’ego Lee Jonesa wystąpiła jako dr Amy Barnes, geolog i sejsmolog z Kalifornijskiego Instytutu Nauk Geologicznych. W dreszczowcu Koszmar minionego lata (I Know What You Did Last Summer, 1997) została obsadzona jako Melissa „Missy” Egan, matka ofiary wypadku spowodowanego przez bohaterów filmu. Jako Winifred Ames w komedii kryminalnej Barry’ego Levinsona Fakty i akty (Wag the Dog, 1997) z Robertem De Niro i Dustinem Hoffmanem zdobyła nominację do nagrody Nagrody Satelity dla najlepszej aktorki drugoplanowej.

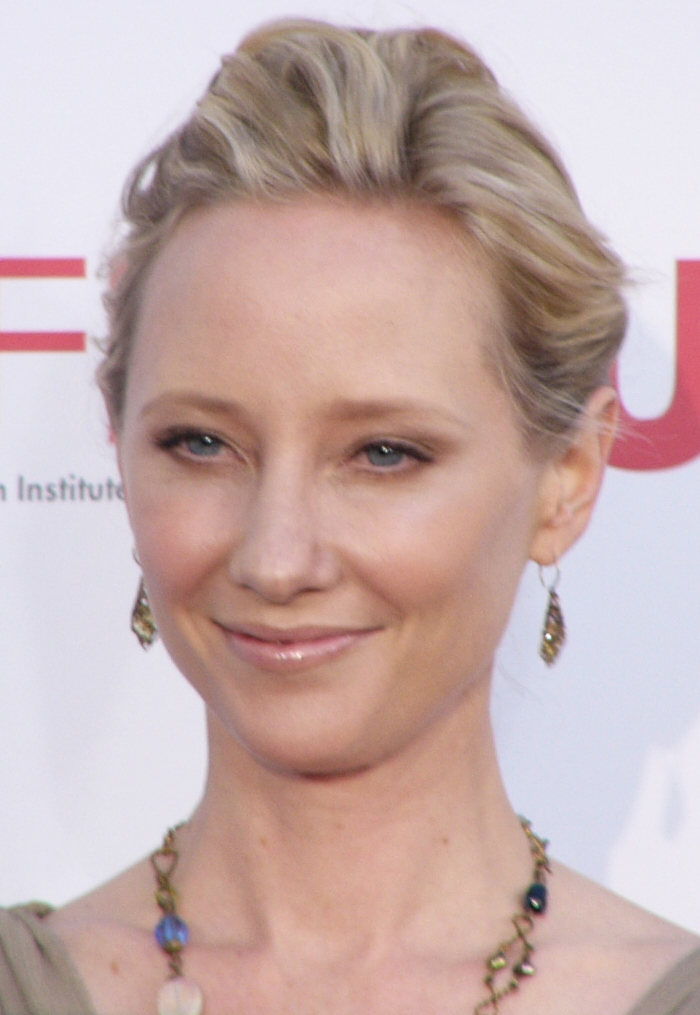
Anne Heche (2007)

W 1998 zadebiutowała jako reżyserka i scenarzystka krótkometrażowej czarnej komedii Rozbieranie dla Jezusa (Stripping for Jesus) z Karen Black, która zajmuje się ewangelicznymi wierzeniami religijnymi i wypaczeniami. Za kreację nowojorskiej dziennikarki Robin Monroe, która po katastrofalnym lądowaniu z pilotem (Harrison Ford) znalazła się na bezludnej wyspie w romantycznym filmie przygodowym Ivana Reitmana Sześć dni, siedem nocy (Six Days Seven Nights, 1998) była nominowana do nagrody Blockbuster Entertainment. W 1998 magazyn „People” umieścił ją na liście pięćdziesięciu najpiękniejszych ludzi na świecie. Rola Marion Crane w remake’u słynnego filmu Alfreda Hitchocka z 1960 – Psychol (Psycho, 1998) w reż. Gusa Van Santa przyniósł jej nominację do Nagrody Saturna w kategorii najlepsza aktorka drugoplanowa i jednocześnie do Złotej Maliny dla najgorszej aktorki drugoplanowej. W dramacie Agnieszki Holland Trzeci cud (The Third Miracle, 1999) z Edem Harrisem zagrała postać Roxane, córki szczerze oddanej wierze Helen O’Regan (Barbara Sukowa). W 2000 była reżyserką i scenarzystką dramatu HBO Gdyby ściany mogły mówić 2 (If These Walls Could Talk 2) z udziałem jej ówczesnej partnerki, Ellen DeGeneres i Sharon Stone. Film ten zdobył nagrodę publiczności na Lesbian Film Festival w Paryżu. Wystąpiła w dramacie Podwójne życie (Auggie Rose, 2000) z Jeffem Goldblumem i telewizyjnym dramacie kryminalnym CBS Jeden strzał zabija (One Kill, 2000) jako rozwiedziona oficer marynarki wojennej kapitan Mary Jane O’Malley z Samem Shepardem.
Brała udział w produkcjach kina niezależnego, w tym w dramacie psychologicznym Erika Skjoldbjærga Pokolenie P (Prozac Nation, 2001) z Christiną Ricci, dramacie Nicka Cassavetesa John Q (2002) z Denzelem Washingtonem, dramacie Narodziny (Birth, 2004) z Nicole Kidman i komediodramacie Życie seksualne (Sexual Life, 2005) z Tomem Everettem Scottem. Występowała w serialach, m.in. Ally McBeal (2001), Everwood (2004-2005) i Uwaga, faceci! (Men in Trees, 2006–2008) w roli specjalistki od związków, która po tym, gdy dowiaduje się o zdradzie narzeczonego, przenosi się do małego miasteczka na Alasce. Jako Emily Parker w dreszczowcu Głos zza grobu (The Dead Will Tell, 2004) była nominowana do Nagrody Saturna w kategorii najlepsza aktorka w telewizji. Za kreację Roweny Lawson w dramacie Wybór Gracie (2004) zdobyła nominację do nagrody Emmy.
4 września 2001 wydano jej autobiografię Call Me Crazy, którą napisała w zaledwie sześć tygodni.
W 2002 debiutowała na Broadwayu zastępując Jennifer Jason Leigh w roli Catherine w sztuce Dowód (Proof) u boku Neila Patricka Harrisa. W 2004 powróciła na Broadway w roli Lily Garland w komedii Bena Hechta XX wiek (Twentieth Century) z Alekiem Baldwinem, za którą była nominowana do Tony Award.
Użyczyła głosu Glorii Kelnerce w serialu animowanym Opowieści z Kręciołkowa (2005–2006), Lois Lane w filmie animowanym Superman: Doomsday (2007) i Suyin Beifong w serialu animowanym Legenda Korry (2014).
W 2020 wzięła udział w 29. sezonie programu Dancing with the Stars zdobywając trzecie miejsce.

## Życie prywatne

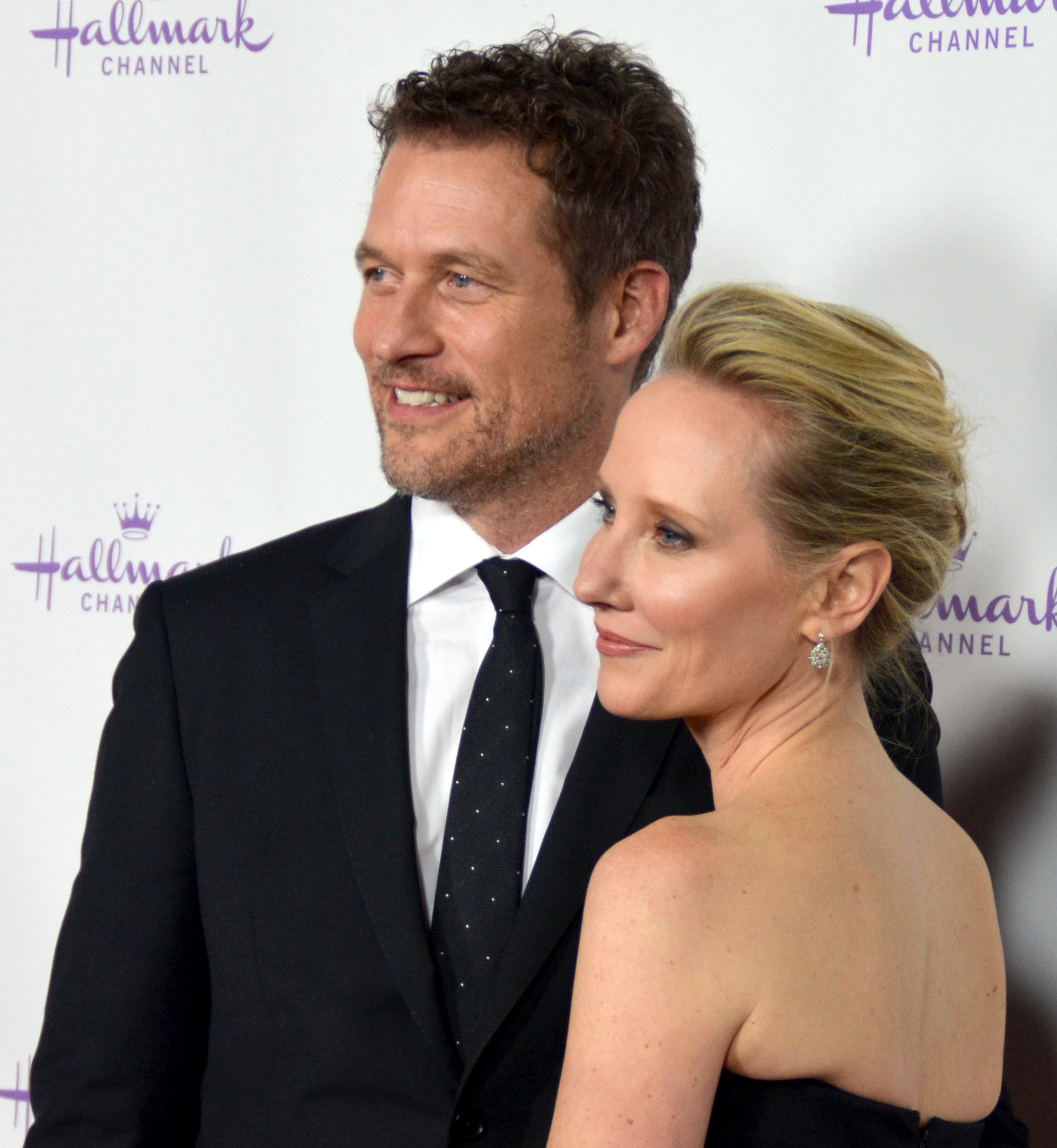
James Tupper i Anne Heche (2014)

Anne była najmłodsza z czworga dzieci Nancy Abigail Baker Heche (z domu Prickett; ur. 1937) i Donalda Josepha „Joe” Heche’a (1937–1983). Jej ojciec był organistą, kierownikiem chóru i fundatorem kościoła, a matka – psychoterapeutką, pisarką, profesorem i aktywistką. Jej ojciec był pochodzenia szwajcarskiego i norweskiego, a także miał korzenie niemieckie i angielskie. Jej matka miała pochodzenie angielskie, szkockie i walijskie. Miała starszego brata Nathana Bradlee (1965–1983) oraz dwie starsze siostry – Susan Claire (1957–2006) i Cynthię Anne (1961–1961, zm. w wieku dwóch miesięcy na raka mózgu). W latach 60. i 70. rodzina Heche należała do kościoła fundamentalistycznego i mieszkała w społeczności Amiszów.
Kiedy Heche miała 13 lat, jej ojciec zmarł na HIV/AIDS. Heche w 2001 na łamach magazynu „The Advocate” wyznała, że ojciec prowadził potajemne życie, był w związkach homoseksualnych i wielokrotnie gwałcił ją od dziecka do 12 roku życia, powodując opryszczkę narządów płciowych. Trzy miesiące po śmierci ojca, 18-letni brat Heche, Nathan, zginął w wypadku samochodowym. Oficjalne ustalenie było takie, że zasnął za kierownicą i uderzył w drzewo, chociaż Heche twierdziła, że było to samobójstwo. Jej matka wychowana była w wierze metodystów; po śmierci jej ojca – matka została chrześcijańską mówczynią motywacyjną, która opowiadała o „przezwyciężaniu homoseksualizmu”. Z kolei siostra, Susan, napisała książkę o swojej rodzinie i ojcu zatytułowaną Anonimowość (1994).
Poza planem opery mydlanej Inny świat Anne Heche umawiała się z byłymi kolegami, Richardem Burgim i Davidem Forsythem. Od października 1994 do stycznia 1997 była w nieformalnym związku z aktorem Steve’em Martinem. W latach 1996–1997 jej partnerem życiowym był producent filmowy Neal H. Moritz. Od marca 1997 do sierpnia 2000 była związana z aktorką Ellen DeGeneres, z którą stanowiła jedną z najsłynniejszych par jednopłciowych na świecie. W 1998 romansowała z aktorem Vincentem Vaughnem.
We wrześniu 2000 zaręczyła się z operatorem filmowym Colemanem „Coleyem” Laffoonem, z którym 1 września 2001 zawarła związek małżeński. Mieli syna Homera (ur. 2 marca 2002). Od stycznia 2007 para była w separacji. 2 lutego 2007 rozpoczął się ich proces rozwodowy. 4 marca 2009 został sfinalizowany rozwód.
Od stycznia 2007 do stycznia 2018 była w nieformalnym związku z kanadyjskim aktorem Jamesem Tupperem, grającym jej partnera Jacka w serialu Uwaga, faceci!. Mieli syna Atlasa (ur. 7 marca 2009). Od maja 2019 do kwietnia 2021 była związana z aktorem Thomasem Jane’em. Od września 2021 do sierpnia 2022 jej partnerem był producent kosmetyków Peter Thomas Roth.

### Śmierć
5 sierpnia 2022 w wyniku wypadku drogowego w Mar Vista doznała poważnego uszkodzenia mózgu, które spowodowało niedotlenienie i zapadnięcie w śpiączkę. Zmarła 11 sierpnia 2022 w szpitalu w Los Angeles w Kalifornii w wieku 53 lat.

## Wybrana filmografia
- Kieszonkowe (Milk Money, 1994) jako Betty
- Pod presją (The Juror, 1996) jako Juliet
- Gdyby ściany mogły mówić (If These Walls Could Talk, 1996) jako Christine Cullen
- Koszmar minionego lata (I Know What You Did Last Summer, 1997) jako Melissa „Missy” Egan
- Donnie Brasco (1997) jako Maggie Pistone
- Wulkan (Volcano, 1997) jako dr Amy Barnes
- Fakty i akty (Wag the Dog, 1997) jako Winifred Ames
- Powrót do raju (Return to Paradise, 1998) jako Beth Eastern
- Psychol (Psycho, 1998) jako Marion Crane
- Sześć dni, siedem nocy (Six Days Seven Nights, 1998) jako Robin Monroe
- Trzeci cud (The Third Miracle, 1999) jako Roxane
- Podwójne życie (Auggie Rose, 2000) jako Lucy
- Pokolenie P (Prozac Nation, 2001) jako dr Sterling
- John Q (2002) jako Rebecca Payne
- Wybór Gracie (Gracie’s Choice, 2004) jako Rowena Lawson
- Narodziny (Birth, 2004) jako Clara
- Głos zza grobu (The Dead Will Tell, 2004) jako Emily Parker
- Uwaga, faceci! (Men in Trees, 2006–2008) jako Marin Frist
- Amerykańskie ciacho (Spread, 2009) jako Samantha
- Legenda Korry (The Legend of Korra, 2014) jako Suyin Beifong (głos)
- Catfight (2016) jako Ashley

## Nagrody i wyróżnienia
| Rok  | Nagroda                 | Kategoria                                    | Tytuł produkcji        |
| ---- | ----------------------- | -------------------------------------------- | ---------------------- |
| 1989 | Soap Opera Digest Award | Wybitna debiutantka                          | Inny świat (1987–1991) |
| 1991 | Nagroda Emmy            | Wybitna młoda aktorka w serialu dramatycznym | Inny świat (1987–1991) |
| 1992 | Soap Opera Digest Award | Najlepsza aktorka w serialu dramatycznym     | Inny świat (1987–1991) |
| 2000 | GLAAD Media Awards      | Nagroda im. Stephena F. Kolzaka              | –                      |